# Niels-Henning Ørsted Pedersen
Niels-Henning Ørsted Pedersen (27 de mayo de 1946 - 19 de abril de 2005), fue un 
contrabajista danés especializado en la música de jazz.

## Biografía
Es reconocido por su gran técnica y un estilo que se podría considerar una extensión del trabajo innovador de Scott LaFaro. Nació en Osted, cerca de Roskilde, en la isla danesa de Zealand. Ya de niño, Pedersen tocaba el piano. Siendo adolescente, empezó a tocar el contrabajo, y a la edad de 14 años comenzó su carrera profesional del jazz en Dinamarca con su primera banda, Jazzkvintet 60, mientras que seguía estudiando. Más adelante, le contrataron como contrabajista regular en Jazzhus Montmartre de Copenhague. Ya a sus 17 años, rechazó una oferta para unirse a la orquesta de Count Basie. 
Durante los años 60, Pedersen tocó junto a varios importantes músicos de jazz estadounidenses que viajaban o residían en Dinamarca, entre ellos Ben Webster, Bill Evans, el saxofonista tenor Brew Moore (1924 - 1973), Bud Powell, Count Basie, Dexter Gordon, Dizzy Gillespie, Jackie McLean, Roland Kirk, Sonny Rollins y la vocalista Ella Fitzgerald. Fue el contrabajista con quien quería contar en Copenhague todo músico de renombre en gira que hubiera de tocar allí. Pedersen rechazó la oferta de convertirse en el contrabajista fijo en el trío de Oscar Peterson después de la salida de Ray Brown, pues prefería permanecer en su Dinamarca natal. 
En sus visitas a los Estados Unidos, también contribuyó a varias grabaciones de jazz de vanguardia con Anthony Braxton, Albert Ayler y Archie Shepp. Pedersen trabajó en dúo y en arreglos de trío con el pianista Kenny Drew (1928 - 1993), y grabaron más de 50 álbumes juntos. 
Trabajó con Stéphane Grappelli. 
Hizo además muchas grabaciones a su nombre. Sus temas más conocidos son My Little Ana, Jaywalkin y The Puzzel. También hizo arreglos jazzísticos de canciones populares danesas tradicionales. 
Le concedieron el Nordic Council Music Prize (Premio de la Música del Consejo Nórdico) en 1991. 
Pedersen siguió siendo muy activo hasta su muerte repentina en el 2005 en Copenhague, a la edad de 58 años, por un paro cardíaco. 
Su hija es conocida en la escena danesa del rock.

## Discografía
- One Flight Up 1964 (con Dexter Gordon)
- Duo 1973 (con Kenny Drew)
- Jaywalkin' 1975
- Double Bass 1976 (con Sam Jones)
- Pictures 1976 (con Kenneth Knudsen)
- Live at Montmartre vol 1 y 2. 1977 (con Stan Getz)
- Roy Eldridge 4 / Montreux 77 1977
- Tania Maria 1978
- Chops 1978 (con Joe Pass)
- Northsea Nights 1979 (con Joe Pass)
- Night Child 1979 (con Oscar Peterson Quartet)
- Tania Maria & Niels-Henning Ørsted Pedersen 1979
- No problem (con Chet Baker) 1980
- The Eternal Traveller 1984
- Heart to heart 1986 (con Palle Mikkelborg)
- Play with us 1987 (con Louis Hjulmand)
- Hommage/Once upon a time 1990 (con Palle Mikkelborg)
- Alice 1991 (con Maria João y Aki Takase)
- Uncharted Land 1992
- Ambiance 1993 (con Danmarks Radios Big Band)
- Trio 2 1993 (con Philip Catherine y Billy Hart)
- To a Brother 1993
- Sangen er et Eventyr 1993 (con Niels Lan Doky y Alex Riel, música de Frederik Magle)
- Misty Dawn 1994 (con Niels Lan Doky y Alex Riel)
- Those who were 1996
- Friends forever 1997
- This is all I ask 1998
- Concerts Inédits 2000 (con Michel Petrucciani)